# Nápravné zařízení Richarda J. Donovana
Nápravné zařízení Richarda J. Donovana (anglicky Richard J. Donovan Correctional Facility) je kalifornská státní věznice rozkládající se na ploše 320 ha v okrese San Diego County. Zařízení bylo uvedeno do provozu v červenci 1987 a jeho kapacita činí celkem 2200 vězňů. Cely byly původně projektovány pro umístění každého vězně zvlášť, nicméně kvůli přeplněnosti jsou mnohdy umísťováni po dvou. K roku 2010 tak stav dosahoval počtu 3666 umístěných trestanců, tedy 166,6 % původní kapacity. Toto zařízení je určeno pro vězně vyžadující ostrahu v rozsahu od minimální až do zvýšené.
V tomto zařízení se nachází pět kaplí, k dispozici jsou zde katolický kněz, muslimský imám a židovský rabín. Dále se zde nachází výrobna obuvi a pekárna. V nich jsou zaměstnáni přímo vězni, kteří za svou práci pobírají mzdu. V pekárně je denně vyprodukováno v průměru na 18000 bochníků chleba a ve výrobně obuvi přibližně 2000 párů bot.
Na 50. výročí atentátu na Johna F. Kennedyho byl 22. listopadu 2013 do nápravného zařízení převezen Sirhan Sirhan, vrah Roberta F. Kennedyho.